# Tiochetoni
I tiochetoni sono una classe di molecole organiche simili ai chetoni, in cui l'atomo d'ossigeno è sostituito da un atomo di zolfo. In luogo della struttura R2C=O presentano dunque quella R2C=S, rispecchiata dal prefisso tio-.